# خان تشار غنبد
خان تشار غنبد (بالفارسية: کاروانسرای چارگنبد) هو خان تاريخية يعود إلى عصر القاجاريين، ويقع في مقاطعة بشروية بإيران.